# Yosuke Nozaki
Yosuke Nozaki (født 16. februar 1985) er en japansk fodboldspiller.
Han har spillet for flere forskellige klubber i sin karriere, herunder Sagan Tosu og Yokohama FC.